# Le Petit Lieutenant
Pour plus de détails, voir Fiche technique et Distribution.
Le Petit Lieutenant est un film français réalisé par Xavier Beauvois, sorti en 2005.

## Synopsis
Antoine est un jeune lieutenant de police originaire du Havre qui, à sa sortie de l'école des officiers de police, est affecté à la police judiciaire à Paris.
Il est intégré dans une équipe criminelle et fait la connaissance de la nouvelle cheffe de groupe, la commandante Caroline Vaudieu, ex-alcoolique, toujours en proie à un drame familial, qui vient d'être réintégrée à la 2e DPJ après trois années passées dans un service administratif.
Antoine découvre petit à petit la vie à l'intérieur et à l'extérieur d'un commissariat, avec ses joies, ses interrogations, ses déceptions.
Le petit lieutenant participe à sa première enquête criminelle, après la découverte du cadavre d'un SDF polonais dans le canal Saint-Martin.

## Fiche technique
- Titre : Le Petit Lieutenant
- Réalisation : Xavier Beauvois
- Scénario : Xavier Beauvois, Guillaume Bréaud et Jean-Eric Troubat avec la participation de Cédric Anger
- Production : Pascal Caucheteux et Martine Cassinelli
- Société de production : Why Not Productions
- Budget : 4,4 millions d'euros
- Musique : Inconnu
- Photographie : Caroline Champetier
- Montage : Martine Giordano
- Décors : Alain Tchilinguirian
- Pays d'origine :  France
- Format : couleur - 1,85:1 - Dolby Digital - 35 mm
- Genre : policier
- Durée : 113 minutes
- Dates de sortie : 31 août 2005 (Mostra de Venise), 16 novembre 2005 (France), 4 janvier 2006 (Belgique)

## Distribution
- Nathalie Baye : Commandant Caroline Vaudieu
- Jalil Lespert : Antoine Derouère, le « petit Lieutenant »
- Roschdy Zem : Souleyman « Solo » Berada
- Antoine Chappey : Mallet
- Jacques Perrin : Clermont, Juge d'instruction et ami de Caroline Vaudieu
- Bérangère Allaux : Julie, la petite amie d'Antoine
- Bruce Myers : l'Anglais
- Patrick Chauvel : Patrick Belval
- Jean Lespert : le père d'Antoine
- Annick Le Goff : la mère d'Antoine
- Mireille Franchino : la logeuse
- Yaniss Lespert : Alex Derouère
- Xavier Beauvois : Nicolas Morbé
- Philippe Lecompt : l'armurier
- Rémy Roubakha : Marchand
- Christophe Jeannin : Richard
- Olivier Schneider : Pavel
- Elie Gasan : Piotr
- Riton Liebman : Jean (Alcooliques anonymes)

## Production

### Choix des interprètes
Le rôle principal était initialement prévu pour un homme (Jacques Dutronc), mais, face à l'attente de réponse, Beauvois décida de changer le sexe du personnage et proposa le rôle à Nathalie Baye.

### Lieux de tournage
Le film a été tourné, , dans les départements suivants : Alpes-Maritimes, Saône-et-Loire, Paris, Seine-Maritime et Val-de-Marne et aussi à l'École nationale supérieure des officiers de police de Cannes-Écluse en Seine-et-Marne.

## Distinctions

### Récompenses
- Mostra de Venise 2005 : Label Europa Cinemas
- César du cinéma 2006 : meilleure actrice pour Nathalie Baye

### Nominations
- César du cinéma 2006 :
  - meilleur film
  - meilleur réalisateur
  - meilleur scénario original
  - meilleur second rôle masculin pour Roschdy Zem

## Analyse